# Иван Ахремчик
Иван Осипович Ахремчик (16 декември 1903 г., Минск – 9 март 1971 г., Минск) е беларуски художник. Народен артист на Беларуската ССР (1949).

## Биография
Роден на 16 декември 1903 г. в Минск. Завършва Московския художествено-технически институт (1930). Работил е в жанра на стативната и монументалната живопис.
През 30-те години на XX век той рисува картините „Пристигането на червените в Минск“ и „Осинторф“. В следвоенния период създава стенописи във фоайетата на младежкия театър и оперния театър (заедно с И. А. Давидович) и в залата на Беларуското дружество на културния съюз в Минск.
Той участва в изложби от различно ниво, от регионални до всесъюзни, от 1921 г.
Най-известните стативни картини на Ахремчик са картината „Отбраната на Брестската крепост“ и портретът на народния художник на СССР Г. Глебов.
Институтът Гимназия-колеж по изкуствата „И. О. Ахремчик“ е кръстена на него. Това училище има две направления: музика и изобразително изкуство. Повечето от неговите картини са тук. Именно тук е завършил беларуският композитор И. Л. Вержбовски.
Основните му произведения са картини на историко-революционна и военно-патриотична тематика: „Подписване на манифеста за създаването на БССР“ (1929 г.); „II конгрес на РСДРП“ (1932 г.), „Влизането на Червената армия в Минск през 1920 г.“ (1934 – 1935 г.), „Организация на съветската власт в Гомел“ (1939 – 1940 г.), „Защитниците на Брестката крепост“ (1957 – 1958 г.); „Торф за Осинстрой“ (1931). В творбите на художника са включени и лиричните пейзажи „След дъжда“ (1945), „Юлски ден“ (1960), „Ранно утро“ (1963). Той почива на 9 март 1971 г. в Минск.